# Alexandra Koláčková
Alexandra Koláčková (* 12. dubna 1964 Bruntál) je česká výtvarnice, sochařka a keramička. Absolvovala studia na Pedagogické fakultě Univerzity Palackého v Olomouci (výtvarný obor). Ve své tvorbě určené pro veřejný prostor se věnuje zejména barevným velkoformátovým plastikám zhotovovaným z keramiky a betonu. V některých projektech se svým výtvarným působením dostává až do oblasti koncepce řešení samotného prostoru. Tímto tvůrčím přesahem se její práce přibližuje k práci architekta nebo krajináře. Její díla se vyznačují použitím výrazných barev, jednoduchých a oblých tvarů a smyslem pro určitou míru hravosti.

## Život
Andrea Koláčková se narodila 12. dubna 1964 v Bruntále. V letech 1982 až 1987 absolvovala studium výtvarného oboru pedagogické fakulty Univerzity Palackého v Olomouci. V letech 1988 až 1989 byla na roční stáži v keramickém atelieru pedagogické fakulty Univerzity Palackého v Olomouci (praxe v keramické manufaktuře v Opavě). V roce 2001 se účastnila sympozia „Tradice a možnosti“ (Porcelán, a.s. Dubí).

## Charakter tvorby
Alexandra Koláčková se ve své sochařské praxi věnuje převážně práci s keramickým materiálem. V její tvorbě určené do veřejného prostoru je patrná orientace na venkovní objekty, které jsou (pro svoji interaktivitu) oblíbené u dětí. Svá kreativní díla vytváří Andrea Koláčková zejména na základě zadání radnic mnoha obcí, například: Praha, Liberec, Hradec Králové, Zlín, Kladno, České Budějovice, Amersfoort (Nizozemsko), Nijmegen (Nizozemsko), Lipno nad Vltavou a jiné. V současné době (rok 2020) nachází Koláčková investory i mezi soukromou českou klientelou. Od roku 2013 představuje pravidelně svoje díla široké veřejnosti v rámci dočasných instalací během sochařských festivalů projektu „Sculpture line“.
Její tvorba do veřejného prostoru má specificky čitelný autorský rukopis (výrazná barevnost, jednoduché a oblé tvary, smysl pro určitou míru hravosti), jenž se manifestuje barevnými velkoformátovými plastikami z betonu a keramiky. Pozitivním změnám naladěná část široké veřejnosti přijímá tyto její plastiky s kladným ohlasem mimo jiné i pro fakt, že v odlidštěném a mnohdy fádním veřejném prostoru působí díla Koláčkové jako nepřehlédnutelné a silně opticko–estetické umělecké objekty.
Spolu se svým manželem Jiřím Koláčkem původně založila Alexandra Koláčková sochařský ateliér, který je zaměřen nejen na užití keramiky v českém veřejném prostoru, ale i na využívání kombinování tradiční technologie práce s hlínou s moderními stavebními postupy (například užití betonu pro plastiky ve veřejném prostoru). Atelier Alexandry Koláčkové se věnuje (kromě výtvarných kritérií) i problematice povětrnostní a teplotní odolnosti (výkyvy teplot – slunce/mráz v zimních měsících v Česku) venkovních výtvarných realizací (plastik a soch) založených na použití keramických materiálů.

## Technologie tvorby plastik

### Výtvarný návrh, hliněný model, 3D skenování
Na začátku tvůrčího procesu (jako prvotní etapa celého projektu) je pohovor s investorem, rekognoskace plánovaného místa, kde bude dílo umístěno a výtvarný návrh předložený k posouzení zadavateli. Plastika je namodelována ve zmenšeném měřítku (obvykle jako hliněný model) a následně oskenována ručním 3D skenerem, jehož výstupní data se použijí pro přípravu šablon, které budou sloužit pro výrobu vnitřního opěrného modelu plastiky a to již téměř v reálné velikosti.

### Výroba vnitřního polystyrénového modelu, armování a betonování
Vnitřní model vzniká slepováním a vyztužováním polystyrenových desek. Ty jsou nařezány podle šablon do požadovaného tvaru plastiky. Takto vzniklá vnitřní konstrukce musí být ale proporcionálně poněkud menší, neboť bude ještě pokryta vrstvou armovaného betonu. Vnitřní konstrukce se poté pokrývá armovacími železy, jenž se svařují. Do této fáze tvorby spadá nejen výběr spojovacích materiálů, ale i posouzení stability statikem, volba vhodné technologie betonování atd. Nakonec vznikne opěrný model.

### Nanášení hlíny, modelování, rozřezání plastiky na kusy
Sochařsky tradičním způsobem se na opěrný model nanese pokud možno pravidelná vrstva hlíny. Ta je sochařsky řemeslným způsobem (poměrně rychle, aby nedošlo k nerovnoměrnému vysychání velkého objemu hlíny a jejímu popraskání) upravena do finální podoby. Následně je budoucí keramická plastika rozdělena spárami na menší nepravidelné oblasti a rozřezána na malé díly. Vzniklé spáry se „nemaskují“, ale „přiznávají“, neboť jsou nejen nutným technologickým prvkem, ale i žádaným výtvarným prvkem (a někdy se kombinují např. i s mozaikou).

### Sušení, vypalování, glazování, kompletace sochy – lepení a spárování kachlí
Vzniklé malé hliněné díly se pečlivě zadokumentují (očíslují a označí) tak, aby byla zajištěna jejich jednoznačná poloha na výsledné plastice. Po začištění hran následuje rovnoměrné sušení malých dílů v sušicí peci. Po vysokém výpalu dílků v elektrické peci následuje jejich glazování barevnými glazurami a opětovné vypálení glazury v elektrické peci. Z malých nepravidelných hliněných dílků tak vzniknou hotové barevné „kachle“, jenž se lepí na betonový podklad a spáry mezi nimi se vyplní vhodnou spárovací hmotou.

### Případná výroba bronzových částí, doprava a instalace na cílovém místě
Některé mechanicky exponované části plastiky, které by byly náchylnější k poškození (zejména u plastik do veřejného prostoru) nebo jisté detaily sochy, jenž je třeba umělecky akcentovat se „zodolňují“ použitím bronzových částí. Hotové plastiky mají svoji hmotnost a tak se nakládají, transportují a instalují na cílové místo určení pomocí manipulační techniky a podle předem vypracovaného harmonogramu (plánu). Završením celého procesu je slavnostní odhalení plastiky a její předání „do užívání“ zadavateli (investorovi).

## Realizace ve veřejném prostoru
- 2001 – „Želva“, hravé sezení pro nejmenší děti a rodiče u Terminálu MHD v Liberci[4]
- 2002 – Plastiky v parku, součást revitalizačního projektu sídliště Rochlice v Liberci, materiál: šamot, mozaika, železo[4]
- 2003 – Vodní hřiště, Dětský Koutek v Lidových Sadech v Liberci[4]
- 2005 – „Barevná zvířata“, keramické plastiky v parku u Letenského zámečku, Praha 7[4]
- 2005 – Autorské dětské hřiště v parku Stromovka, Praha 6, Bubeneč[4]
- 2007 – Přírodní dětské hřiště, Bedřichov v Jizerských horách, materiál: šamot, beton, železo[4]
- 2007 – „Táta a Máma“, velké keramické figury pro hřiště v Centrálním Parku ve Stodůlkách, Praha 13[4]
- 2008 – „Tanečníci“, plastiky v parku Gajerova Kasárna, Hradec Králové, materiál: keramika, beton, bronz[4]
- 2008 – „Křížová cesta“, Bedřichov v Jizerských horách, materiál: kámen, železo[4]
- 2010 – Keramické Brány „Torii“, Kai park, Vathorst, Amersfoort. Součást developerského projektu WEST8 Urban Design & Landscape architecture a města Amersfoortu, Nizozemsko[4]
- 2010 – „Dvouhlavé zvíře“, Panská zahrada; Praha 13; beton + glazovaná keramika[7]
- 2011 – Fontána v Panské zahradě, městský park na sídlišti Stodůlky, Praha 13[4]
- 2011 – „Masky“, sídliště Lužiny, Praha 13[4]
- 2012 – Venkovní keramická lavice v komplexu Thermion Lent, Nijmegen, Nizozemsko[4]
- 2014 – „Kočka“, plastika v zámecké zahradě, Petrovice u Karviné[4]
- 2014 – „Animalito", zvířecí plastika na soukromý kruhový objezd, Brno Soběšice[4]
- 2015 – „Čevava“, hravá plastika – fontána, zadavatel ČEVAK s.r.o., České Budějovice[4]
- 2015 – „Obrryba“, plastika – fontána, marína v Lipně nad Vltavou[4]
- 2016 – „Kočka“, plastika pro developerský projekt bydlení pro mladé rodiny, Veverská Bítýška[4]
- 2017 – Plastiky zvířat pro nový park „Park Zoologická“, ulice Dr. Foustky, Kladno[4]
- 2018 – Plastiky „Sportovci“, park Stromovka, České Budějovice[4]
- 2020 – Dvojice plastik nazvaná jako jedna instalace (v rámci mezinárodního sochařského festivalu „Sculpture line“ 2020) „Dvě křesla“ (anglicky: Two armchairs) umístěná ve veřejném prostoru (u vstupu na Dětský ostrov v Praze 5 na Smíchově na Janáčkově nábřeží)[2]

Ukázky některých realizací ve veřejném prostoru
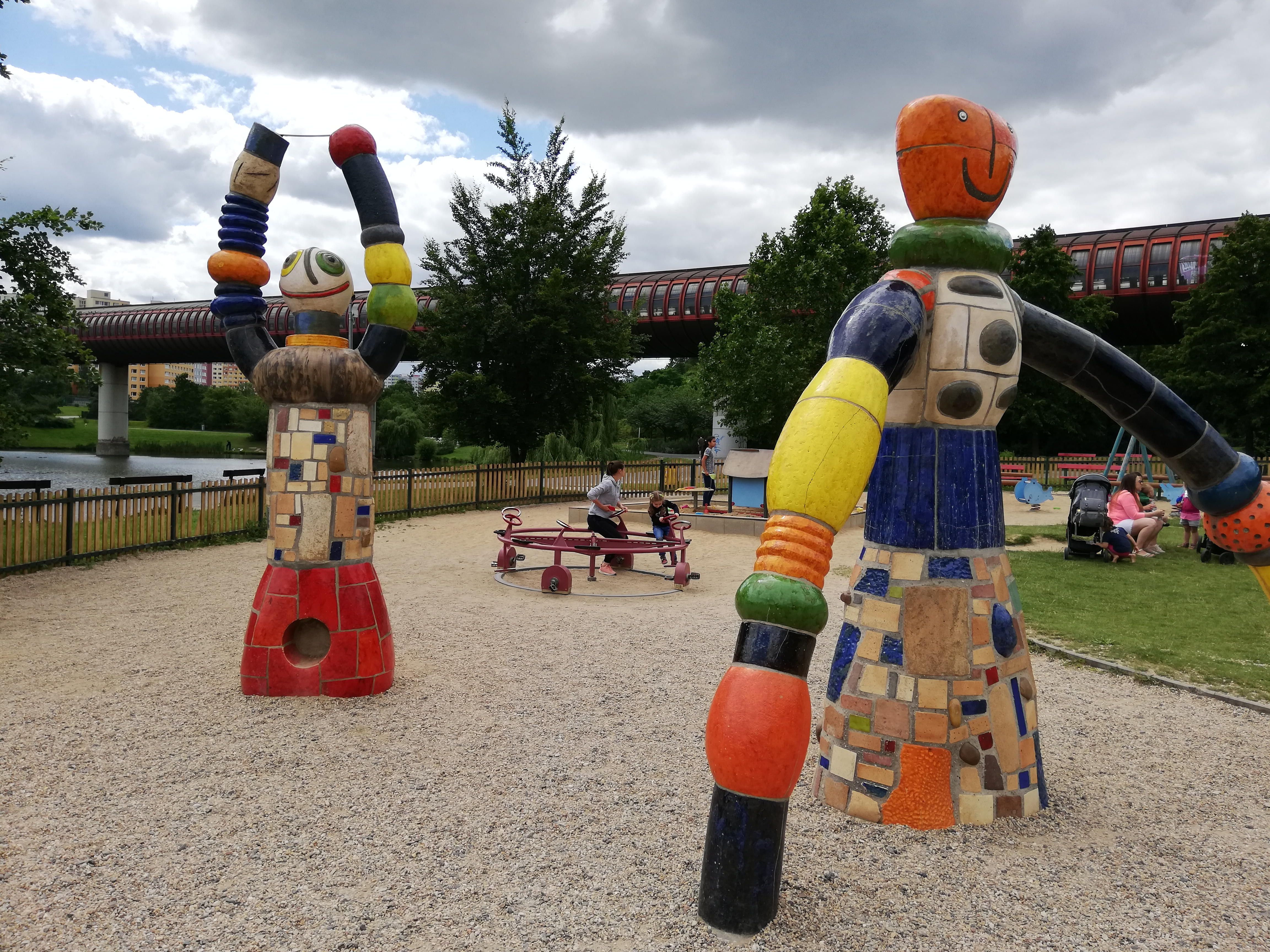
Dílo „Táta a Máma“; velké keramické figury na hřišti v Centrálním Parku ve Stodůlkách, Praha 13 (2007)
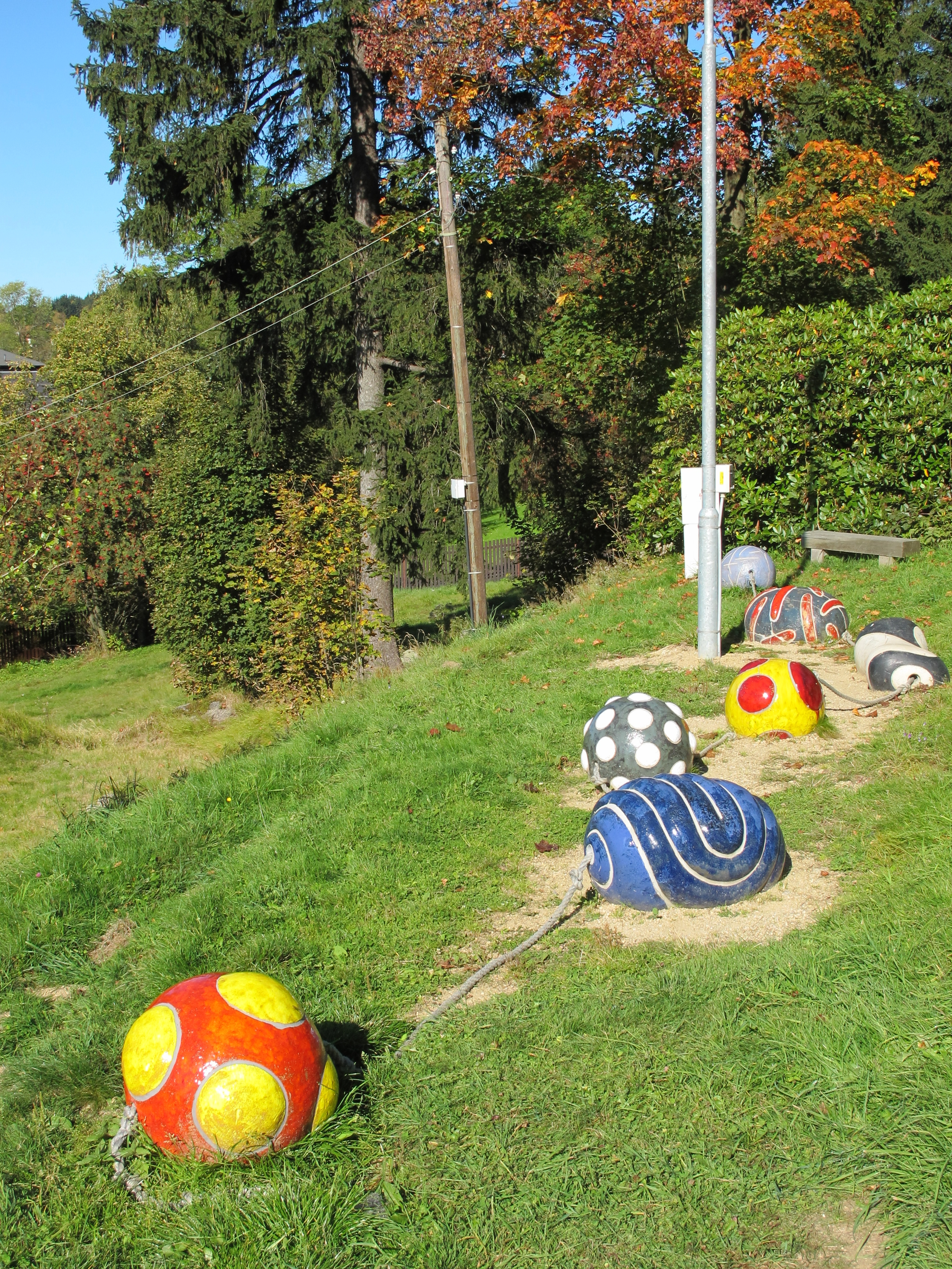
Přírodní dětské hřiště, Bedřichov v Jizerských horách (2007)
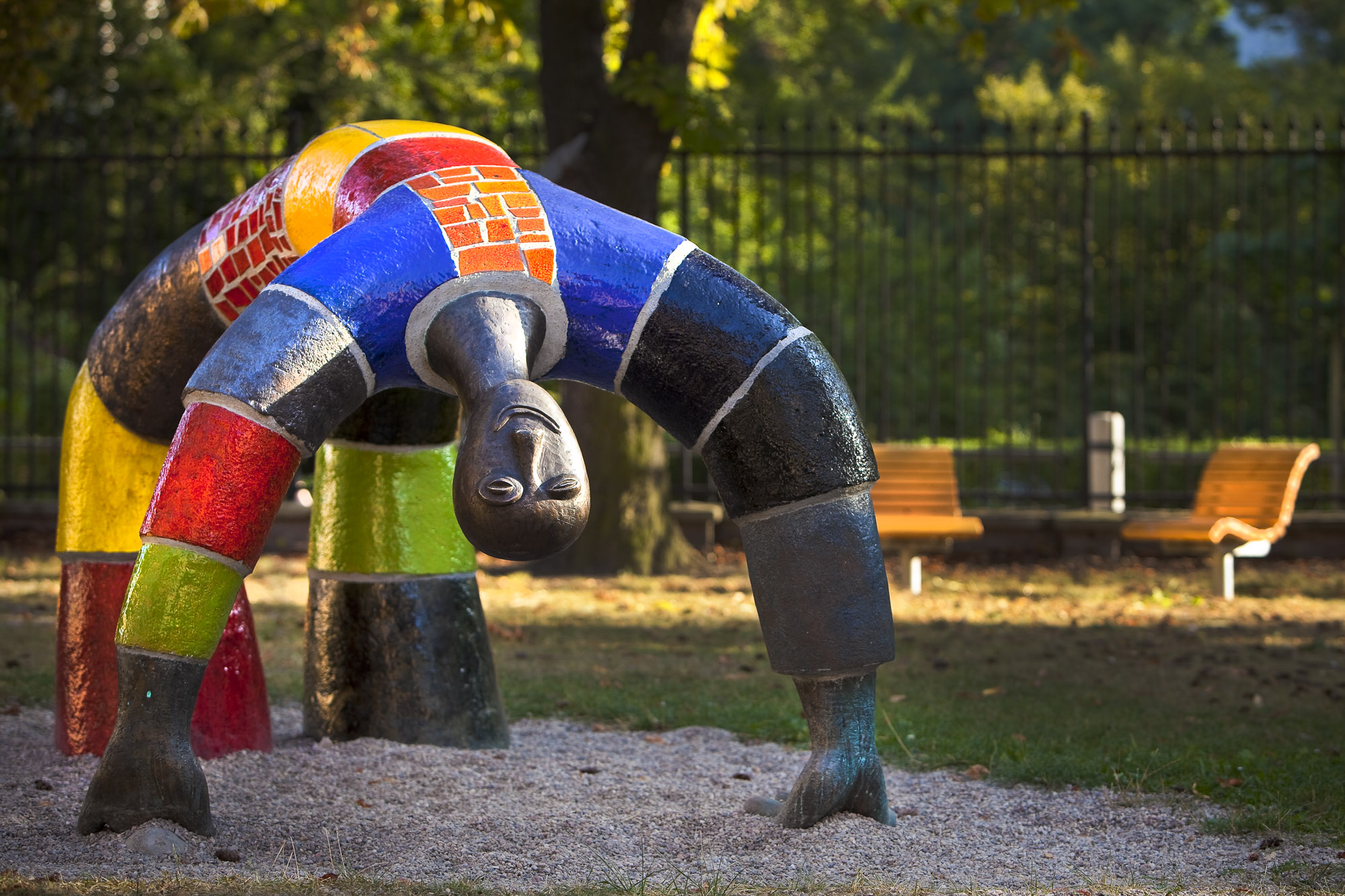
Jedna z plastik v parku Gajerova Kasárna, Hradec Králové (2008)
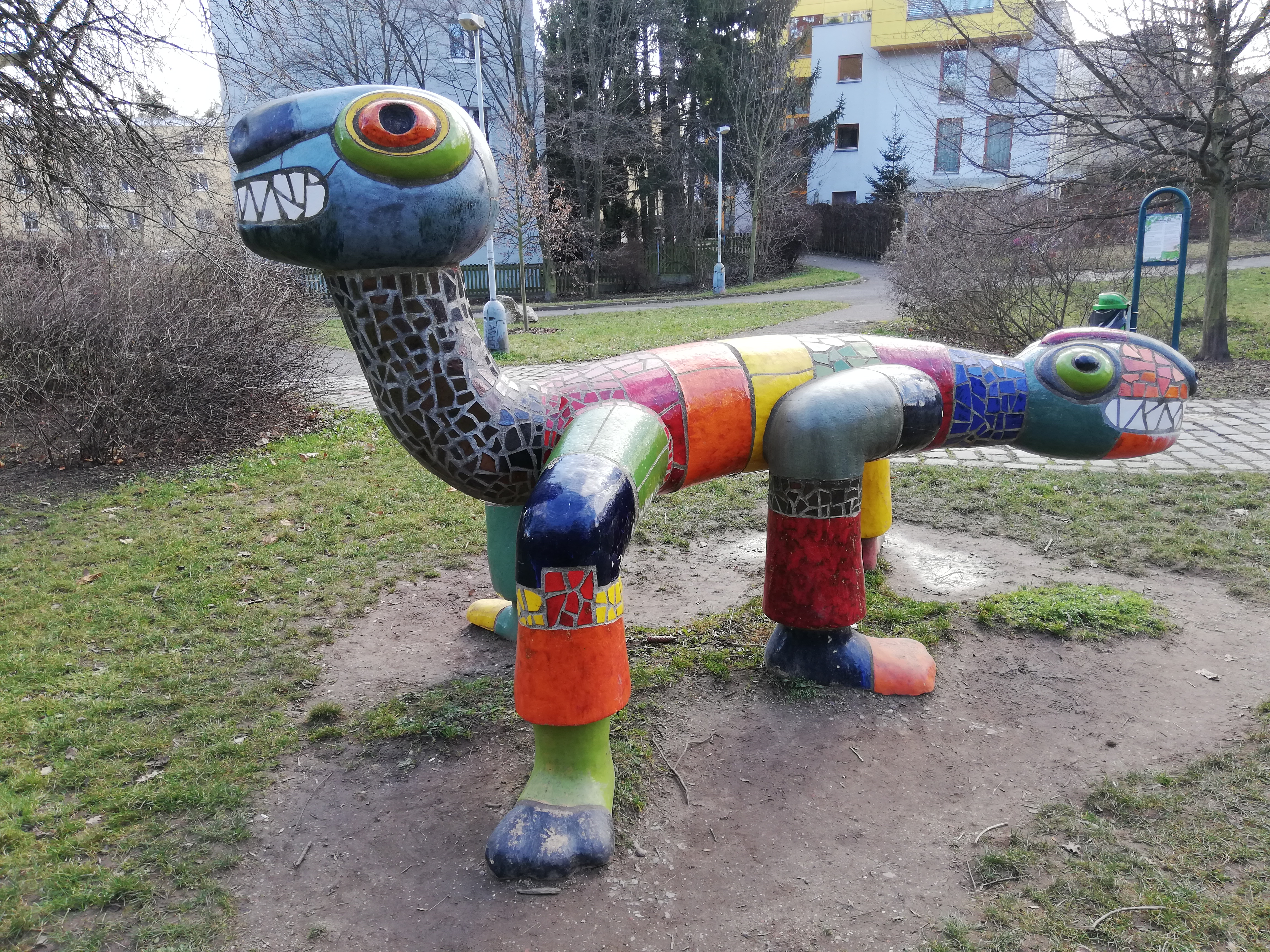
Dvohlavé zvíře, Panská zahrada; Praha 13; (2010)
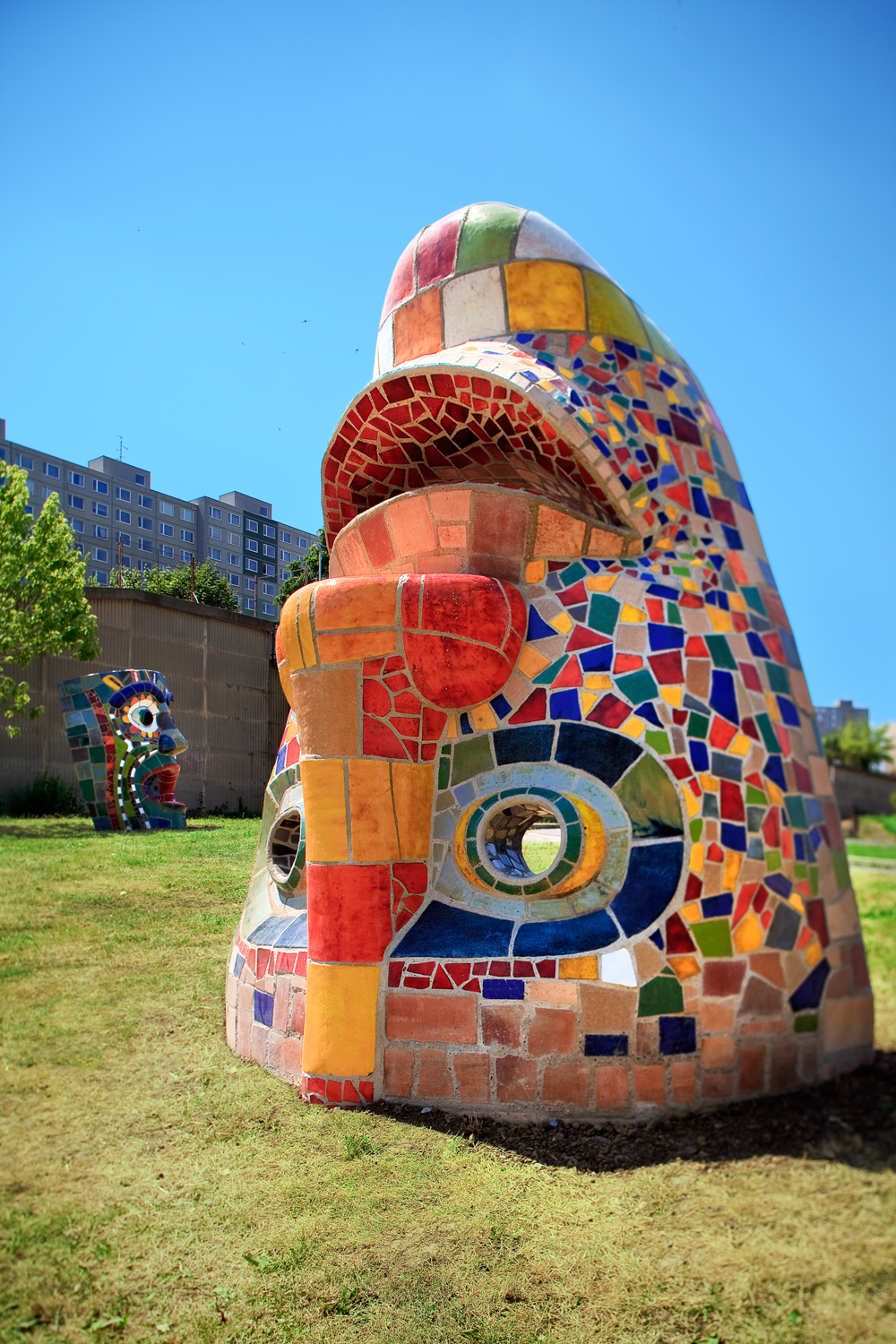
Dílo „Masky“, Praha 13 (2011)
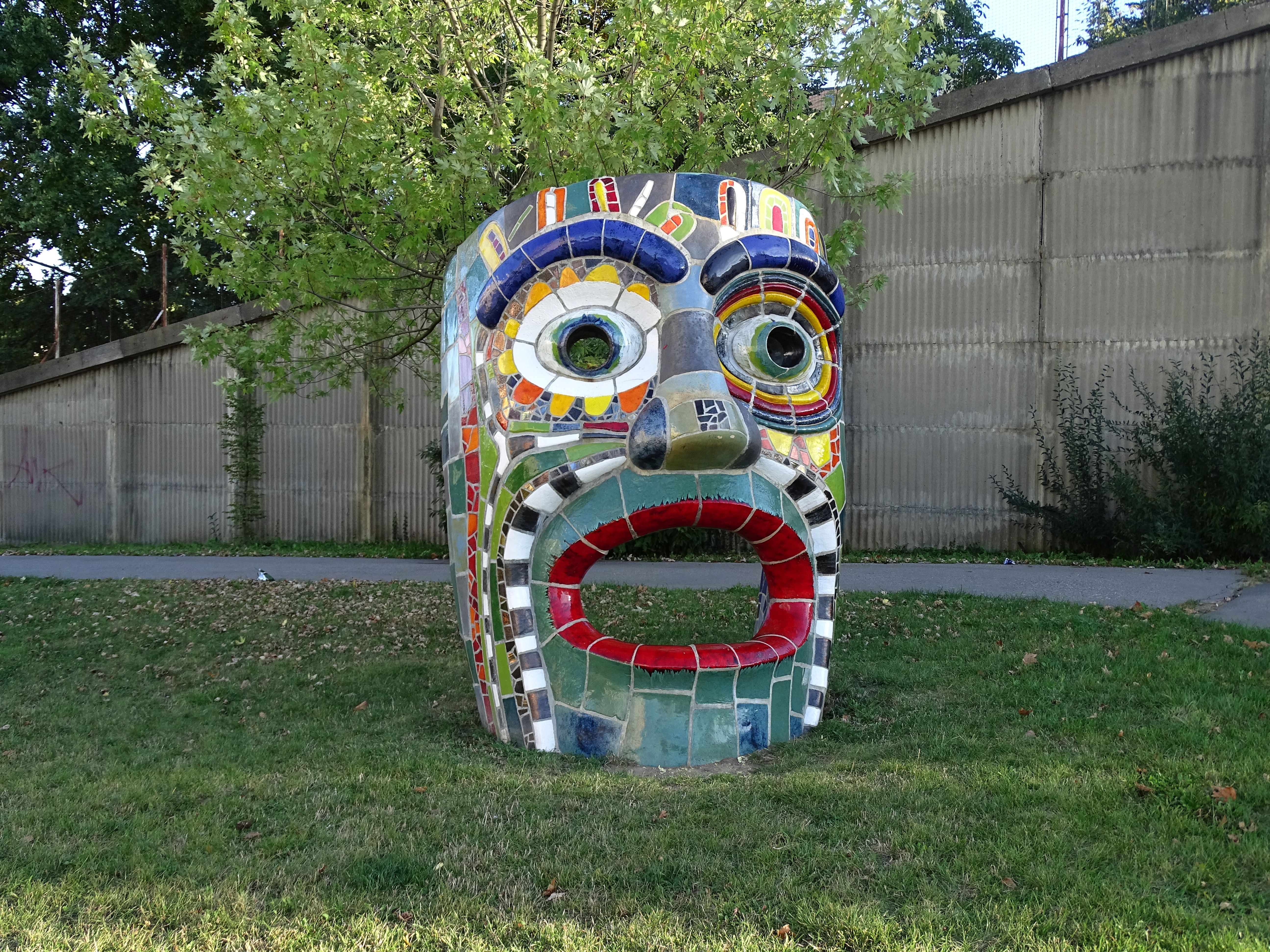
Dílo „Masky“, Praha 13 (2011)
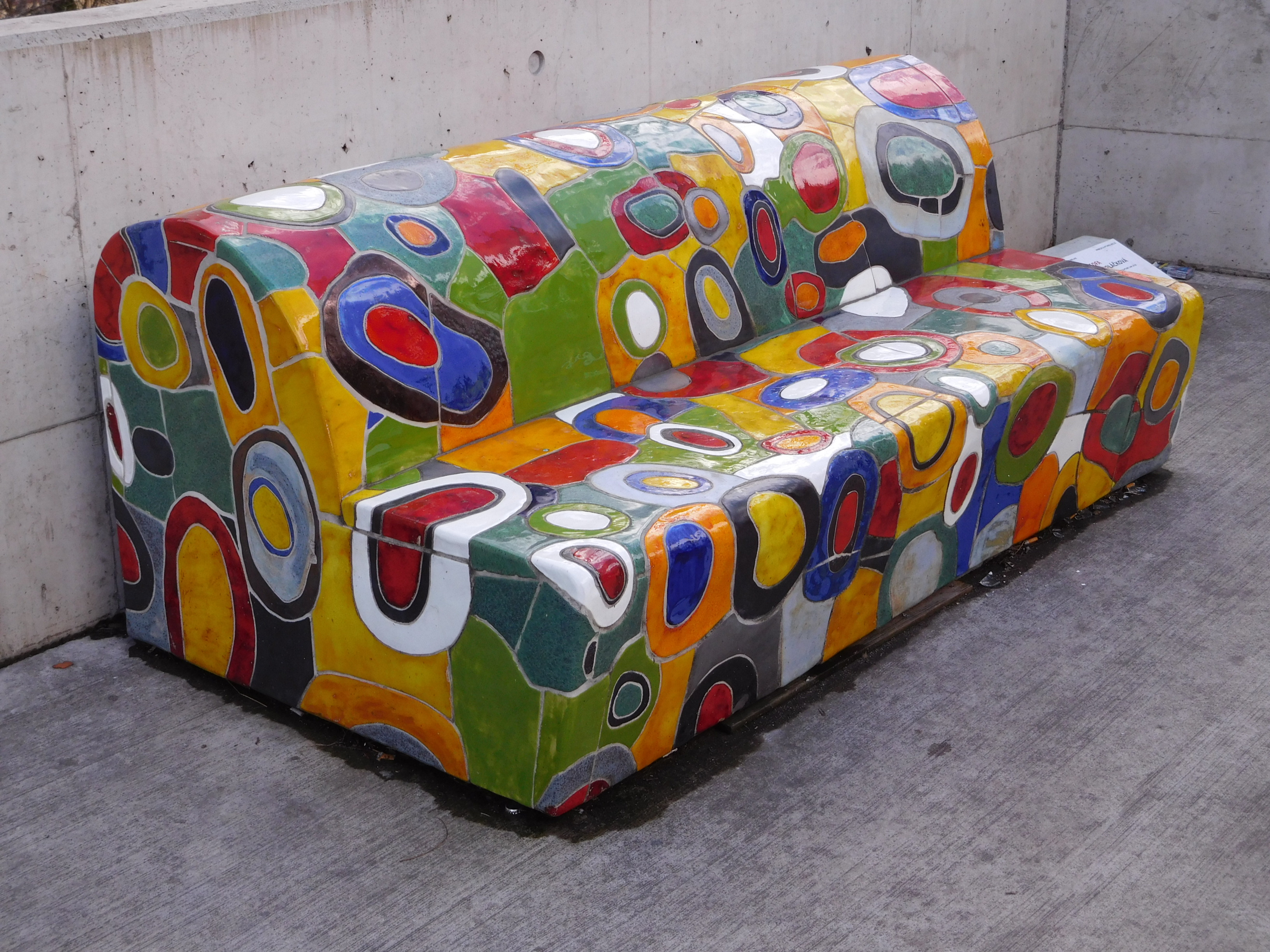
Dílo „Sofa“; Praha-Libeň, Budínova – keramická plastika (2012)
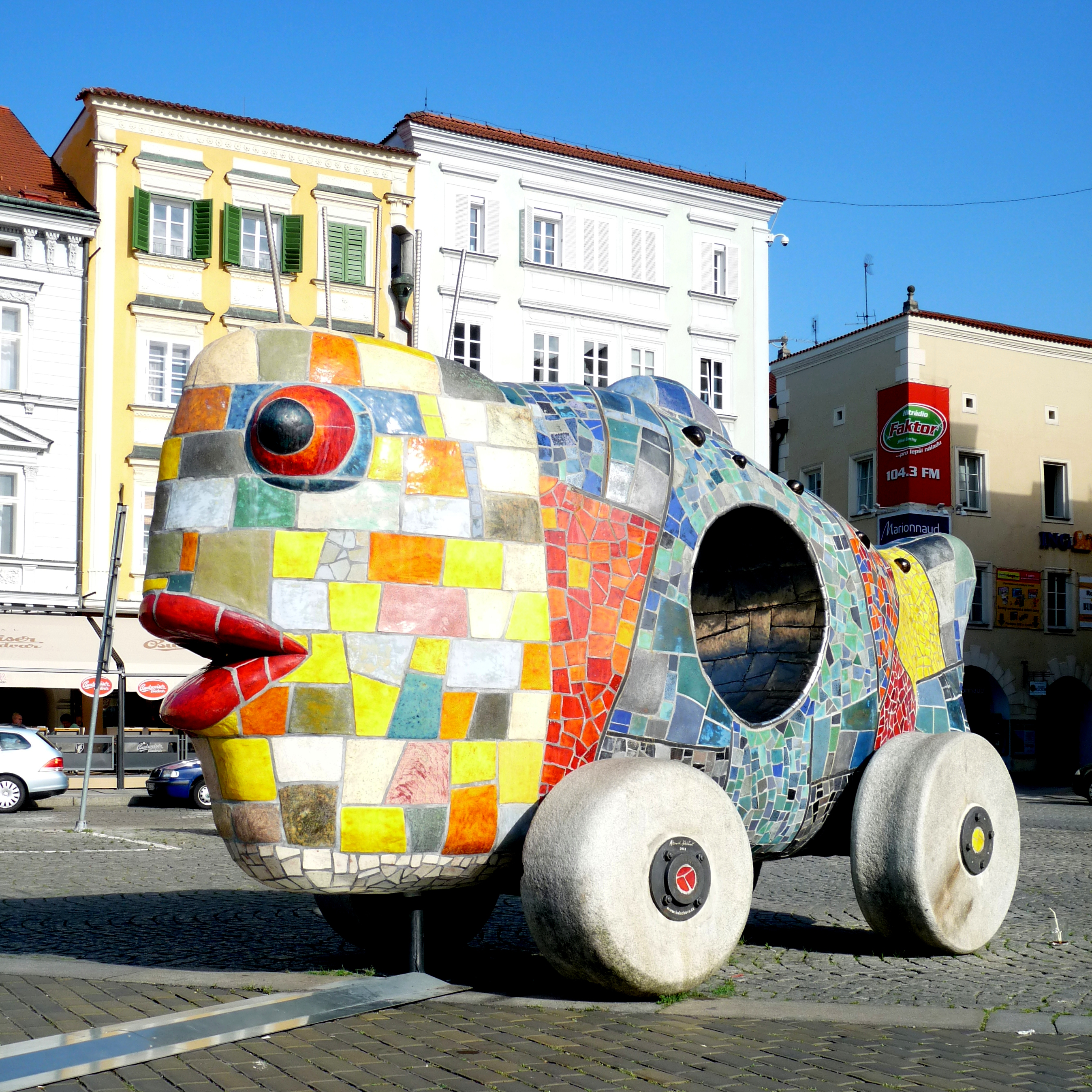
Dílo „Velká hračka“ vystavené na náměstí Přemysla Otakara II. v Českých Budějovicích v rámci výstavy Umění ve městě 2014
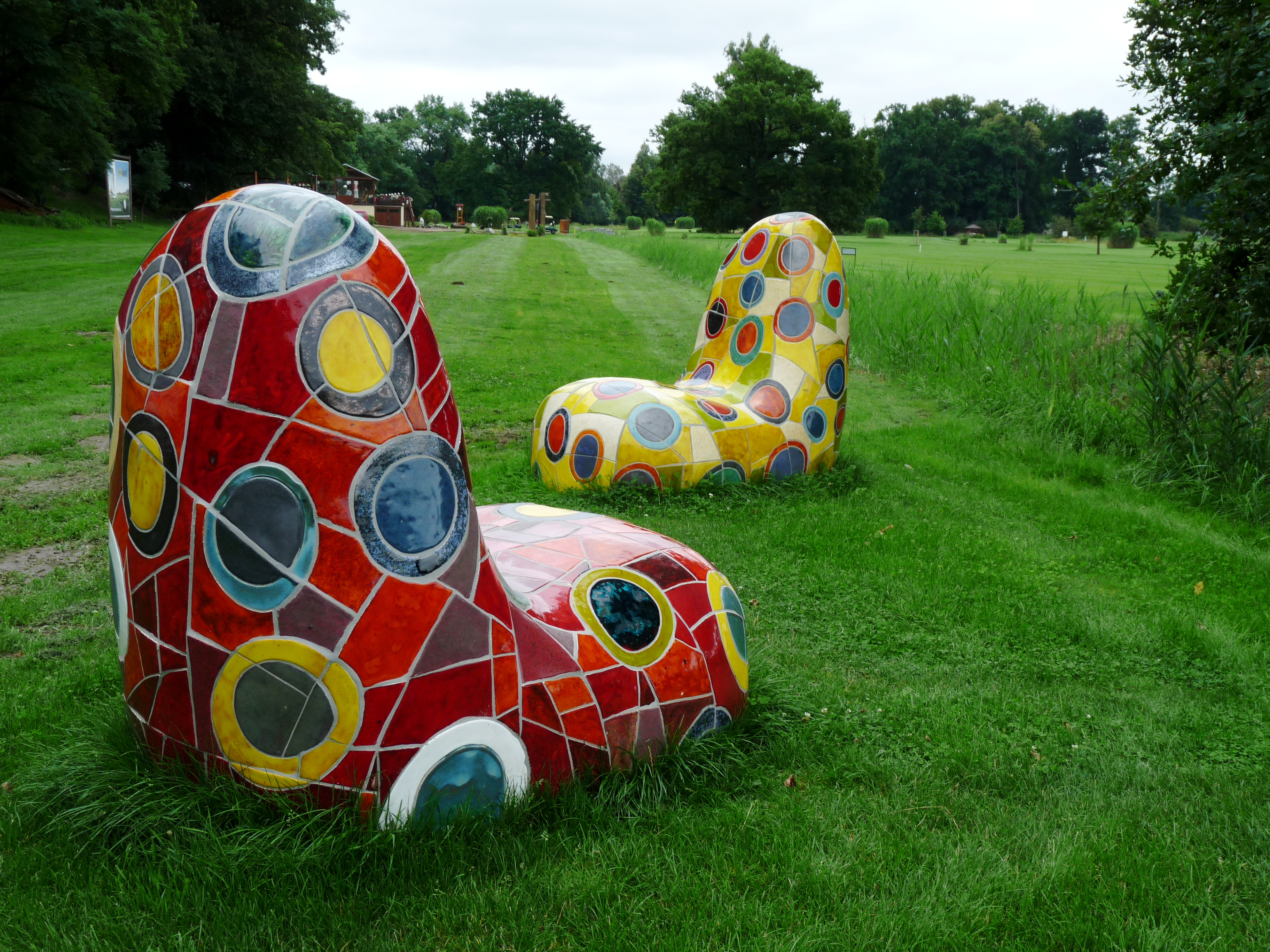
Dílo „Keramické křeslo“ vystavené v Hluboké nad Vltavou v rámci výstavy Umění ve městě 2014
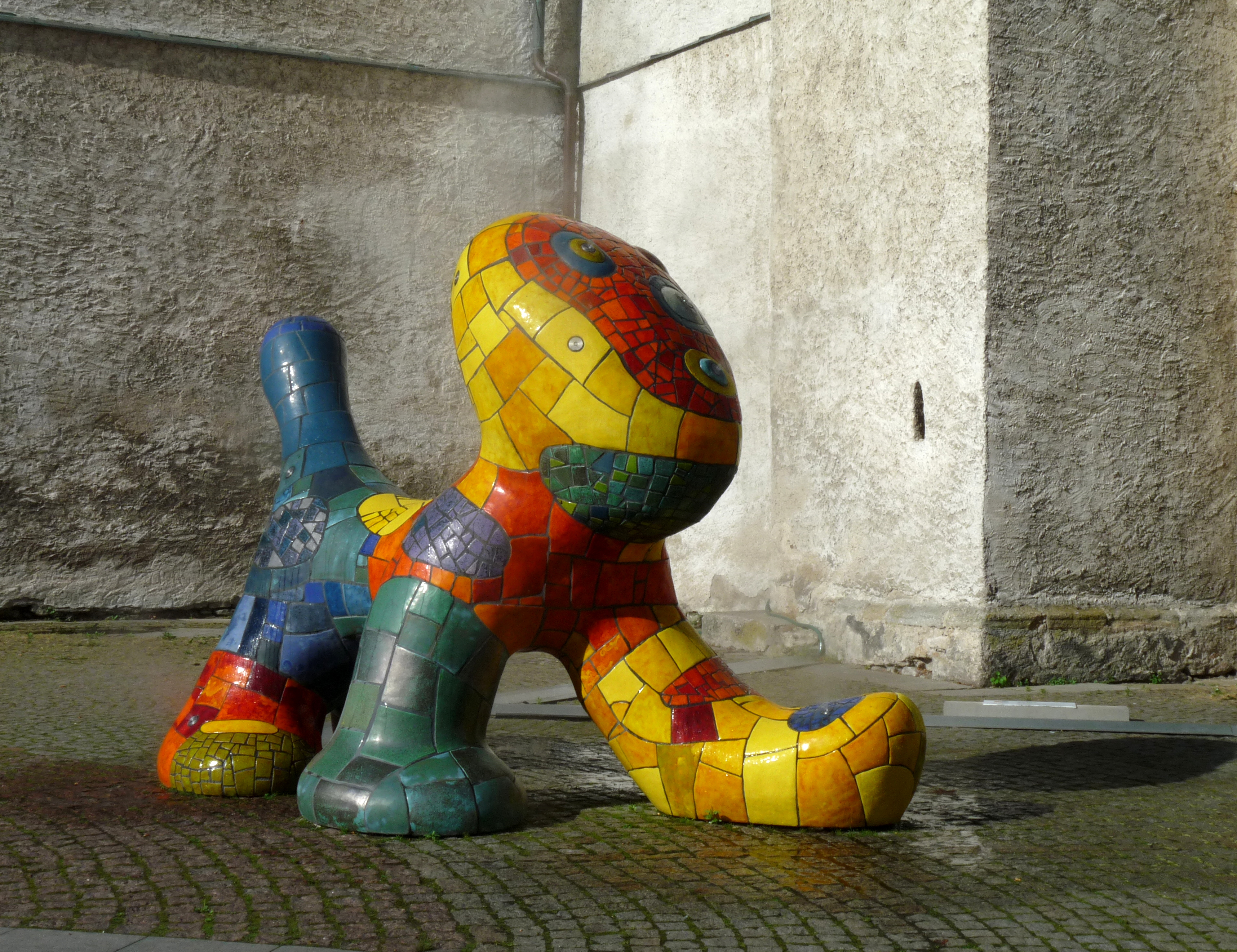
Dílo „Zvíře“ vystavené na Piaristickém náměstí v Českých Budějovicích v rámci výstavy Umění ve městě 2015
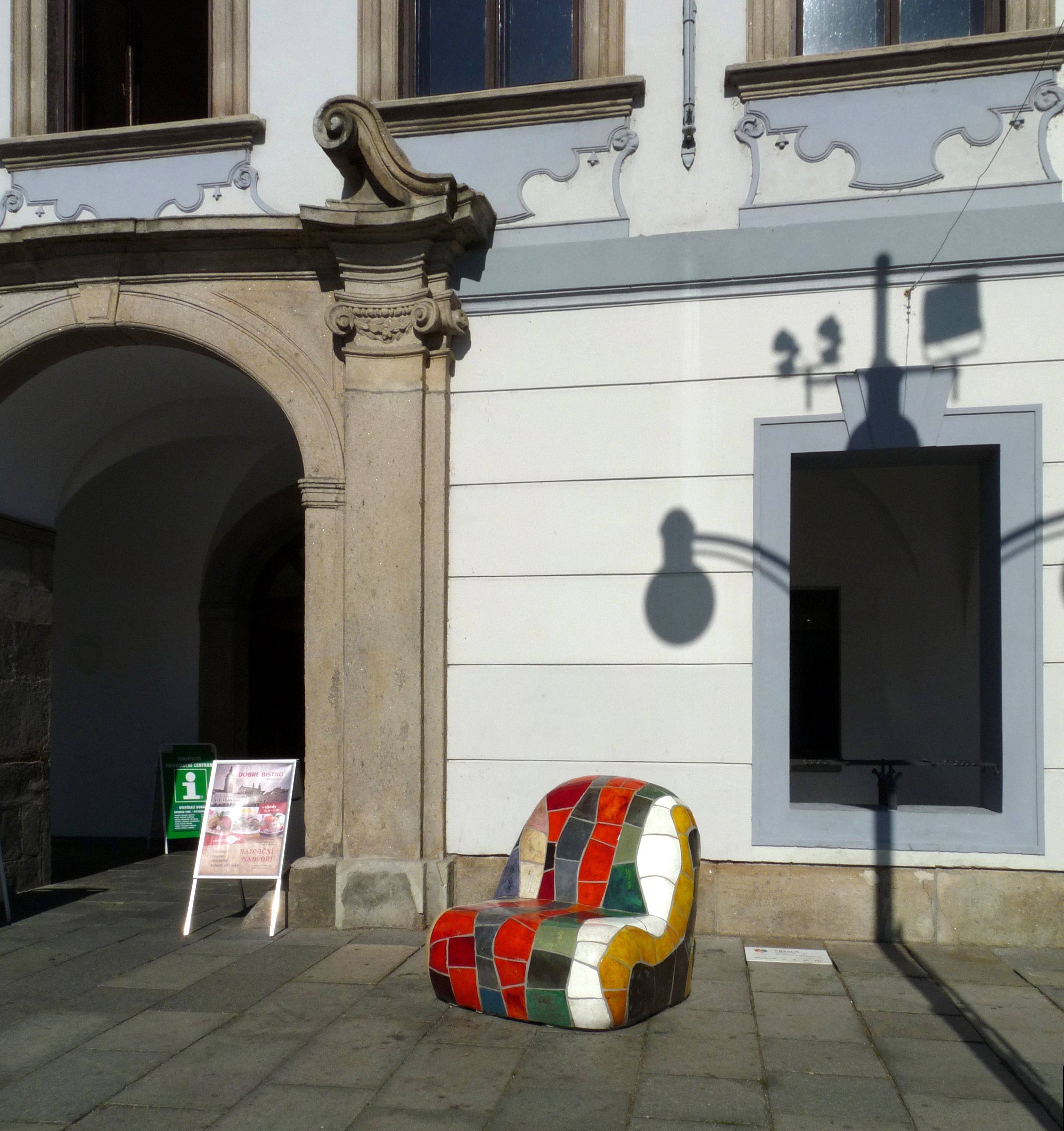
Dílo „Křeslo“ u radnice v Českých Budějovicích v rámci výstavy Umění ve městě 2015
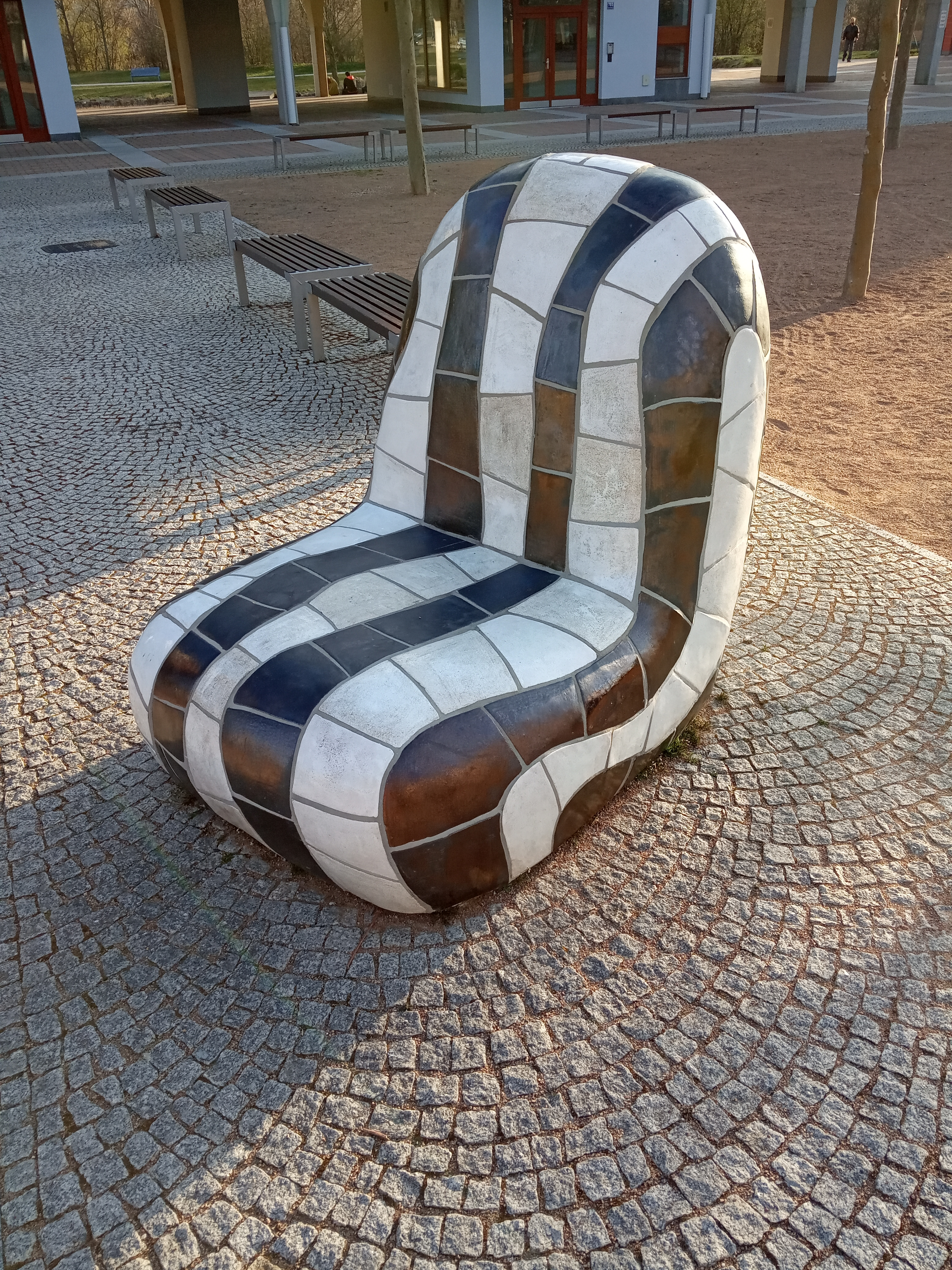
Dolní Břežany – náměstí, plastika „Křeslo“ (2015)
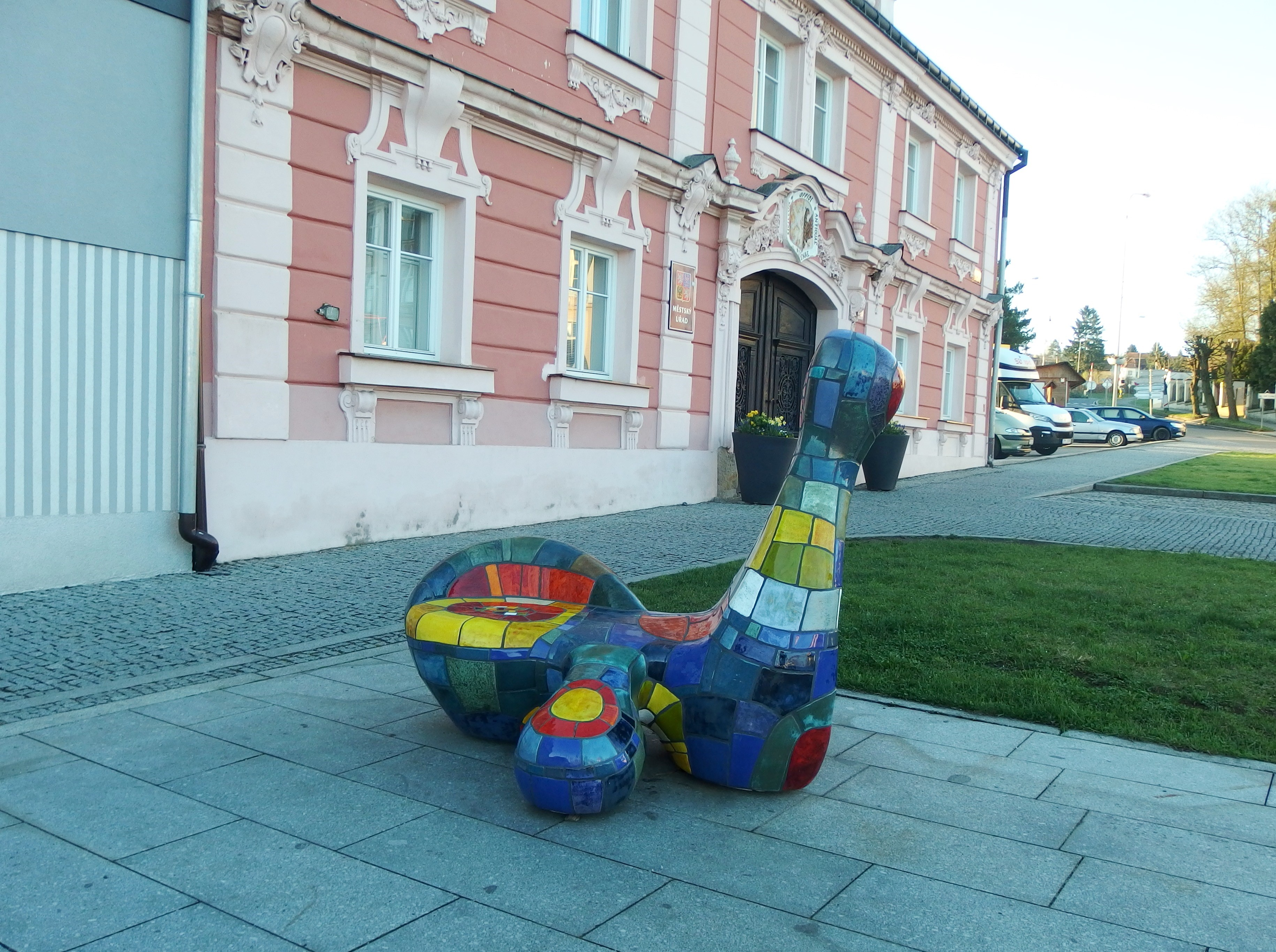
Dilo „Sedící postava“; Starý Plzenec, okres Plzeň-město; Masarykovo náměstí (2018)
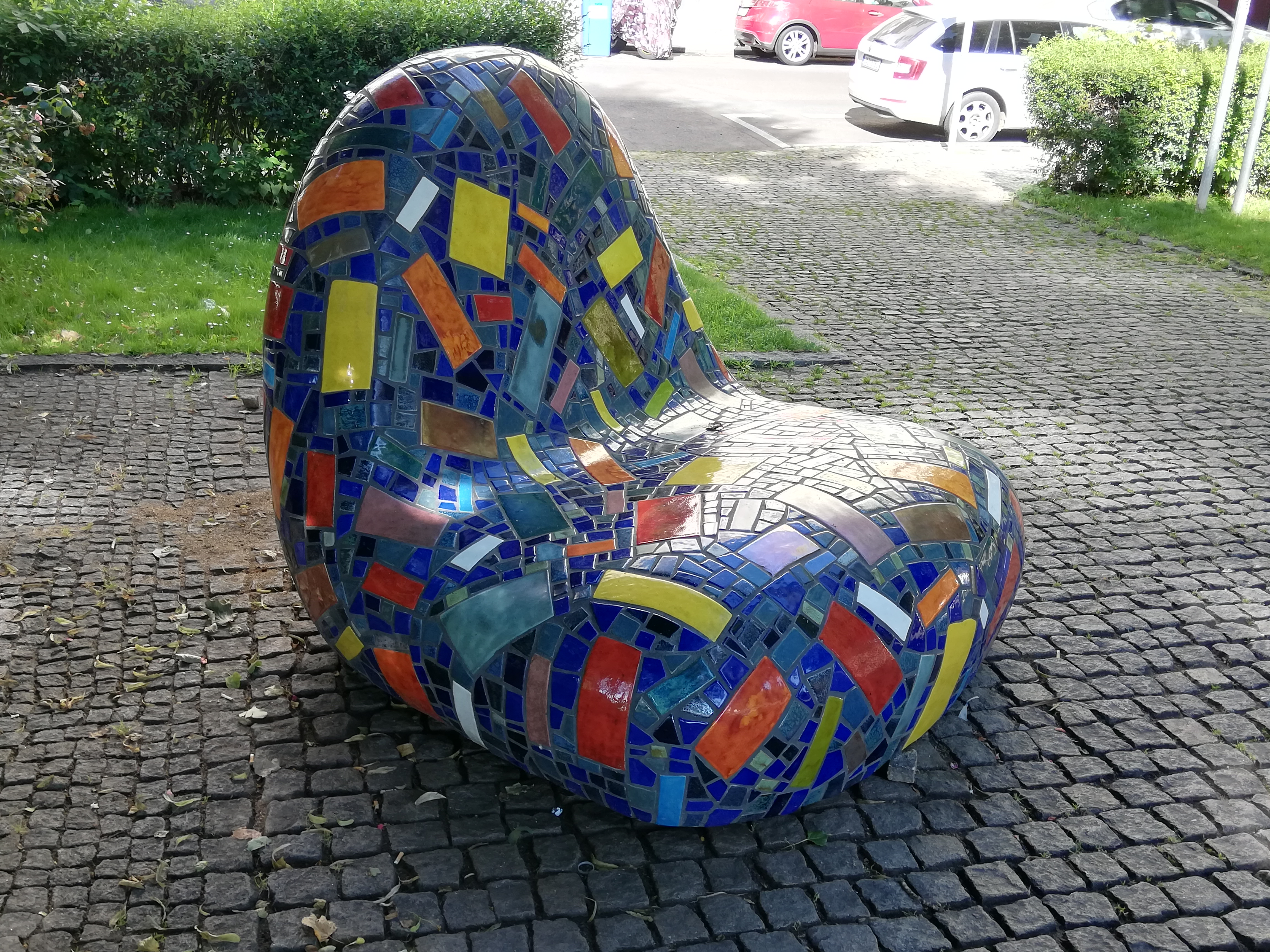
První ze dvou křesel z díla „Dvě křesla“ – Sculpture line 2020
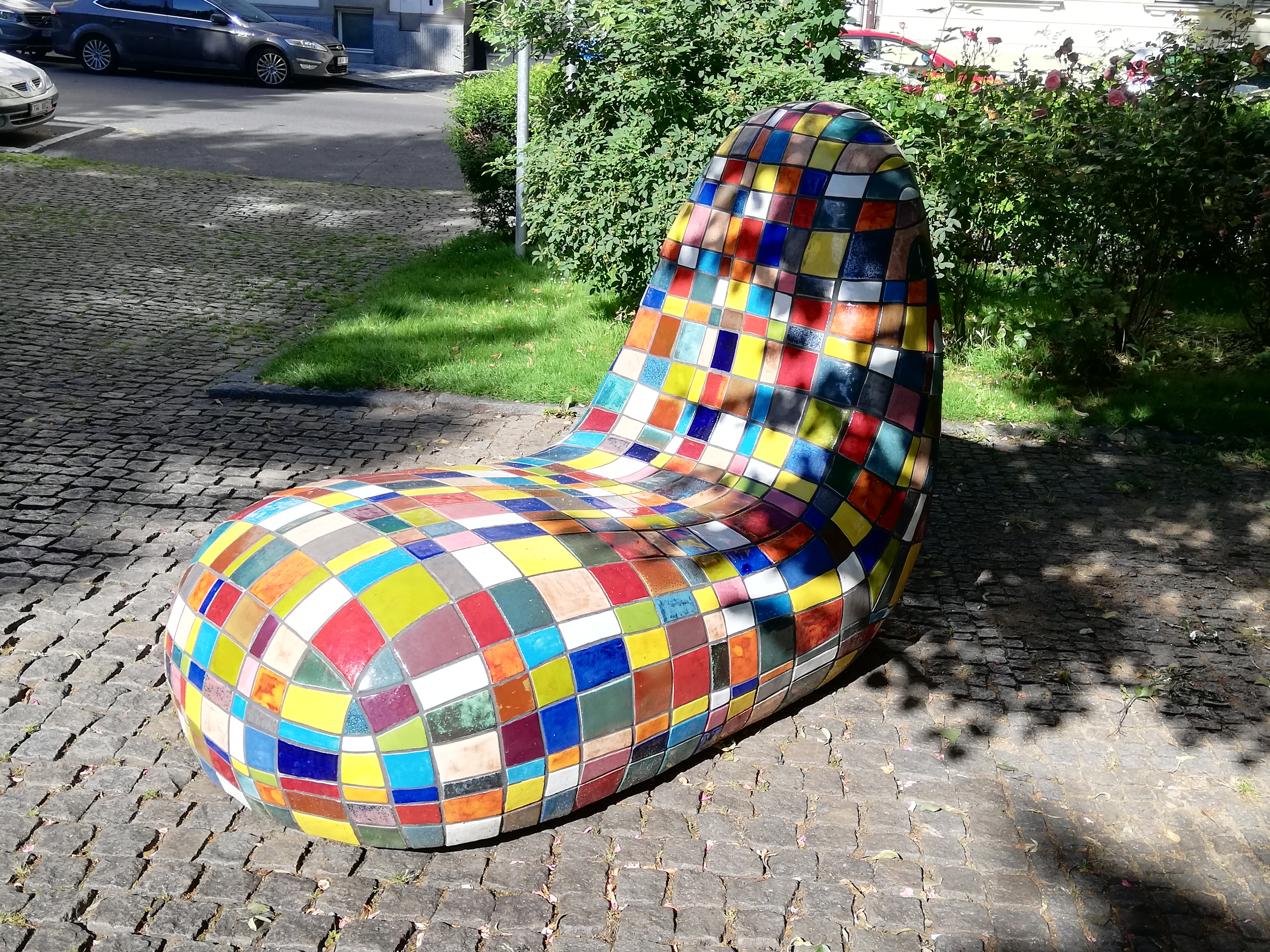
Druhé ze dvou křesel z díla „Dvě křesla“ – Sculpture line 2020

## Výstavy
- 1998 – samostatná výstava Galerie Studna, Liberec[4]
- 1999 – samostatná výstava Galerie Hefaistos, Děčín[4]
- 2001 – účast na Salon de la Ceramique, Saint – Cerque, Švýcarsko[4]
- 2001 – společná výstava Alexandra Koláčková a Michal Halva, Chodovská tvrz, Praha 4[4]
- 2004 – Galerie Observant, Amersfoort, Nizozemsko[4]
- 2005 – Mezinárodní přehlídka keramické tvorby, Agentura českého keramického designu, Český Krumlov[4]
- 2012 – „Big Toys“ – individuální projekt v rámci 11. ročníku ArtPrague 2012, Galerie Mánes[4]
- 2012 – Účast na Kladenském salonu, Městská galerie Kladno[4]
- 2013 – „Křesla pro město“ – venkovní expozice na náměstí Franze Kafky na Starém Městě v Praze v rámci 15. ročníku Designbloku[4]
- 2014 – Umění ve městě 2014 – sochařská výstava v ulicích Českých Budějovic[4]
- 2014 – Instalace barevných keramických křesel v Danube House v River City v Karlíně[4]
- 2015 – Sculpture line 2015 – instalace keramického sofa, Černá labuť, Na Poříčí, Praha[4]
- 2016 – Sculpture line 2016 – trvalá instalace keramického sofa, dialyzační centrum BBraun, Fakultní nemocnice Bulovka[4]
- 2017 – Sculpture line 2017 – instalace plastiky „Ruka“, náměstí Jiřího z Poděbrad, Praha[4]
- 2018 – Sculpture line 2018 – instalace plastiky „Druhá ruka“, Plzeň[4]
- 2018 – Sculpture line 2018 – instalace plastiky „Sedící postava“, areál Kaštanová, Brno[4]
- 2020 – Sculpture line 2020 – instalace plastiky „Dvě křesla“, Praha 5, Smíchov, Janáčkovo nábřeží[2]